# De Volkskrant
De Volkskrant (prev. narodne novine) su nizozemske dnevne novine. Pokrenute su 1919. godine, a kao dnevne novine su počele izlaziti 1921. Tiraža im iznosi oko 250.000. Distribuiraju se na nacionalnoj razini. Ispočetka namijenjene katoličkom čitateljstvu, usko vezane uz Katoličku narodnu stranku (niz. Katholieke Volkspartij), tijekom 1960-ih su se preoblikovale u više lijevo orijentirane novine.